# Union sportive madinet Aïn Beïda
 (juin 2023).
Si vous disposez d'ouvrages ou d'articles de référence ou si vous connaissez des sites web de qualité traitant du thème abordé ici, merci de compléter l'article en donnant les références utiles à sa vérifiabilité et en les liant à la section « Notes et références ».
Maillots
Dernière mise à jour : 28 décembre 2020.
L'Union sportive Madinet Aïn Beïda (en arabe : الاتحاد الرياضي لمدينة عين البيضاء), plus couramment abrégé en USM Aïn Beïda ou encore en USMAB, est un club algérien de football fondé en 1943 et basé dans la commune d'Aïn Beïda, dans la Wilaya d'Oum El Bouaghi.

## Histoire
Le club s'est hissé en D1 algérienne au début des années 80s pour en jouer au total 6 saisons lors de cette décennie (après une présence lors des premiers critériums d'honneurs après l'indépendance), avant de revenir encore une fois au milieu des années 90s avec une présence pour 2 saisons successives ainsi qu'une unique historique participation africaine.
L'USMAB a connu ses meilleurs performances lors de la saison 1995/96, avec une troisième place au Championnat (derrière le champion l'USM Alger et le dauphin le MC Oran), une finale en Coupe de la Ligue disputé en l’occurrence pour la première fois de l'histoire (défaite 1 à 0 face au MC Oran).
En Coupe d'Algérie, l'USMAB était demi-finaliste de l'édition de 1997/98 (éliminé par le MC Oran).
A cela, s'ajoute la participation de l'équipe lors de la Coupe de la CAF 1997 et son élimination en quart de finale de la compétition part le futur finaliste le club angolais   du Petro Atlético Luanda (après des victoires historiques face aux célèbres équipes du Stade Malien  , Asante Kototo SC du Ghana  aux tours précédents).

## Bilan sportif

### Palmarès
| Compétitions nationales |
| --- |
| - Coupe de la Ligue : - Finaliste : 1995-96. - Ligue 2 (3) : - Champion Gr. Est : 1980-81, 1984-85 et 1994-95. - Vice-champion : 1975-76. |

## Parcours

### Classement en championnat d'Algérie par année
- 1962-63 : C-H Est, Gr. II, 4e
- 1963-64 : D-H Est, Gr. Est 4e
- 1964-65 : D2, Gr. Est ?e
- 1965-66 : D2, Gr. Est ?e
- 1966-67 : D3, Gr. Est 11e
- 1967-68 : D3, Gr. Est 3e
- 1968-69 : D3, Gr. Est 10e
- 1969-70 : D3, Gr. Est ?e
- 1970-71 : D3, Gr. Est 1er
- 1971-72 : D2, Gr. Est 10e
- 1972-73 : D2, Gr. Est 9e
- 1973-74 : D2, Gr. Est 12e
- 1974-75 : D2, Gr. Est 9e
- 1975-76 : D2, Gr. Est 2e
- 1976-77 : D2, Gr. Est 12e
- 1977-78 : D2, Gr. Est 10e
- 1978-79 : D2, Gr. Est 8e
- 1979-80 : D2, Gr. Centre-Est 3e
- 1980-81 : D2, Gr. Centre-Est 1er
- 1981-82 : D1, 8e[3]
- 1982-83 : D1, 15e
- 1983-84 : D2, Gr. Centre-Est 3e
- 1984-85 : D2, Gr. Est 1er
- 1985-86 : D1, 15e
- 1986-87 : D1, 7e
- 1987-88 : D1, 9e
- 1988-89 : D1, 15e
- 1989-90 : D2, 8e
- 1990-91 : D2, 10e
- 1991-92 : D2, Gr. Est 3e
- 1992-93 : D2, Gr. Est 8e
- 1993-94 : D2, Gr. Est 14e
- 1994-95 : D2, Gr. Est 1er
- 1995-96 : D1, 3e
- 1996-97 : D1, 14e
- 1997-98 : D2, Gr Est 12e
- 1998-99 : D2, Gr. Est 10e
- 1999-00 : D3, Gr. Est 13e
- 2000-01 : D3, Gr. Est 2e
- 2001-02 : D3, Gr. Est ?e
- 2002-03 : D3, Gr. Est 2e
- 2003-04 : D2, Gr. Est 13e
- 2004-05 : D3, Gr. Est 2e
- 2005-06 : D3, Gr. Est 12e
- 2006-07 : D3, Gr. Est 3e
- 2007-08 : D3, Gr. Est 3e
- 2008-09 : D3, Gr. Est 3e
- 2009-10 : D3, Gr. Est 4e
- 2010-11 : D3, DNA Gr. Centre-Est 10e
- 2011-12 : D3, DNA Gr. Est 11e
- 2012-13 : D3, DNA Gr. Est 6e
- 2013-14 : D3, DNA Gr. Est 5e
- 2014-15 : D3, DNA Gr. Est 8e
- 2015-16 : D3, DNA Gr. Est 14e
- 2016-17 : D3, DNA Gr. Est 14e
- 2017-18 : D3, DNA Gr. Est 13e
- 2018-19 : D3, DNA Gr. Est 13e
- 2019-20 : D3, DNA Est 16e
- 2020-21 : D3, DNA Est groupe A2, 8e
- 2021-22 : D3, Inter-régions Est, 16e
- 2022-23 : D4, R1 Constantine, ?e
- 2023-24 : D5, R2 Constantine Gr.B, 1re

## Identité du club

### Logo et couleurs
Les couleurs de l'Union Sportive Madinet Aïn Beïda sont: blanc et noir.

Ancien logo du club.
Logo actuel du club.